# New York Jets 1996
La stagione 1996 dei New York Jets è stata la 27ª della franchigia nella National Football League, la 37ª complessiva. La squadra, che veniva già dal peggior record della lega di 3–13 nell'anno precedente, scese a 1–15, il peggiore della storia della franchigia. A una settimana dal termine della stagione, il capo-allenatore Rich Kotite si dimise mentre la squadra si trovava su un record di 1-14.

## Scelte nel Draft 1996
| Scelte dei Jets nel Draft 1996 | Scelte dei Jets nel Draft 1996 | Scelte dei Jets nel Draft 1996 | Scelte dei Jets nel Draft 1996 | Scelte dei Jets nel Draft 1996 |
| Giro                           | Scelta                         | Giocatore                      | Ruolo                          | College                        |
| ------------------------------ | ------------------------------ | ------------------------------ | ------------------------------ | ------------------------------ |
| 1                              | 1                              | Keyshawn Johnson               | Wide Receiver                  | USC                            |
| 2                              | 31                             | Alex Van Dyke                  | Wide Receiver                  | Nevada-Reno                    |
| 3                              | 62                             | Ray Mikens                     | Defensive Back                 | Texas A&M                      |
| 5                              | 133                            | Marcus Coleman                 | Defensive Back                 | Texas Tech                     |
| 6                              | 168                            | Hugh Hunter                    | Defensive End                  | Hampton                        |
| 7                              | 210                            | Chris Hayes                    | Defensive Back                 | Washington State               |

## Calendario
| Stagione regolare | Stagione regolare       | Stagione regolare  | Stagione regolare                  | Stagione regolare  | Stagione regolare |
| Turno             | Avversario              | Risultato          | Stadio                             | TV                 |                   |
| ----------------- | ----------------------- | ------------------ | ---------------------------------- | ------------------ | ----------------- |
| 1                 | at Denver Broncos       | S 6–31             | Mile High Stadium                  | NBC                |                   |
| 2                 | Indianapolis Colts      | S 7–21             | Giants Stadium                     | NBC                |                   |
| 3                 | at Miami Dolphins       | S 27–36            | Pro Player Stadium                 | NBC                |                   |
| 4                 | New York Giants         | S 6–13             | Giants Stadium                     | FOX                |                   |
| 5                 | at Washington Redskins  | S 16–31            | Robert F. Kennedy Memorial Stadium | TNT                |                   |
| 6                 | Oakland Raiders         | S 13–34            | Giants Stadium                     | NBC                |                   |
| 7                 | at Jacksonville Jaguars | S 17–21            | Alltel Stadium                     | NBC                |                   |
| 8                 | Buffalo Bills           | S 22–25            | Giants Stadium                     | NBC                |                   |
| 9                 | at Arizona Cardinals    | V 31–21            | Sun Devil Stadium                  | NBC                |                   |
| 10                | Settimana di pausa      | Settimana di pausa | Settimana di pausa                 | Settimana di pausa |                   |
| 11                | New England Patriots    | S 27–31            | Giants Stadium                     | NBC                |                   |
| 12                | at Indianapolis Colts   | S 29–34            | RCA Dome                           | NBC                |                   |
| 13                | at Buffalo Bills        | S 10–35            | Rich Stadium                       | NBC                |                   |
| 14                | Houston Oilers          | S 10–35            | Giants Stadium                     | NBC                |                   |
| 15                | at New England Patriots | S 10–34            | Foxboro Stadium                    | NBC                |                   |
| 16                | Philadelphia Eagles     | S 20–21            | Giants Stadium                     | FOX                |                   |
| 17                | Miami Dolphins          | S 28–31            | Giants Stadium                     | NBC                |                   |

## Classifica
| AFC East                 | AFC East | AFC East | AFC East | AFC East | AFC East | AFC East | AFC East |
|                          | V        | S        | P        | %        | PF       | PS       | STR      |
| ------------------------ | -------- | -------- | -------- | -------- | -------- | -------- | -------- |
| (2) New England Patriots | 11       | 5        | 0        | .688     | 418      | 313      | W1       |
| (4) Buffalo Bills        | 10       | 6        | 0        | .625     | 319      | 266      | W1       |
| (6) Indianapolis Colts   | 9        | 7        | 0        | .563     | 317      | 334      | L1       |
| Miami Dolphins           | 8        | 8        | 0        | .500     | 339      | 325      | W2       |
| New York Jets            | 1        | 15       | 0        | .063     | 279      | 454      | L7       |